# Wandel Lorch Götze Wach
Wandel Lorch Götze Wach ist ein deutsches Büro für Architektur und Stadtplanung in Frankfurt am Main und Saarbrücken. Die vier Nachnamen stehen für die Partner Andrea Wandel, Wolfgang Lorch, Florian Götze und Thomas Wach.

## Geschichte

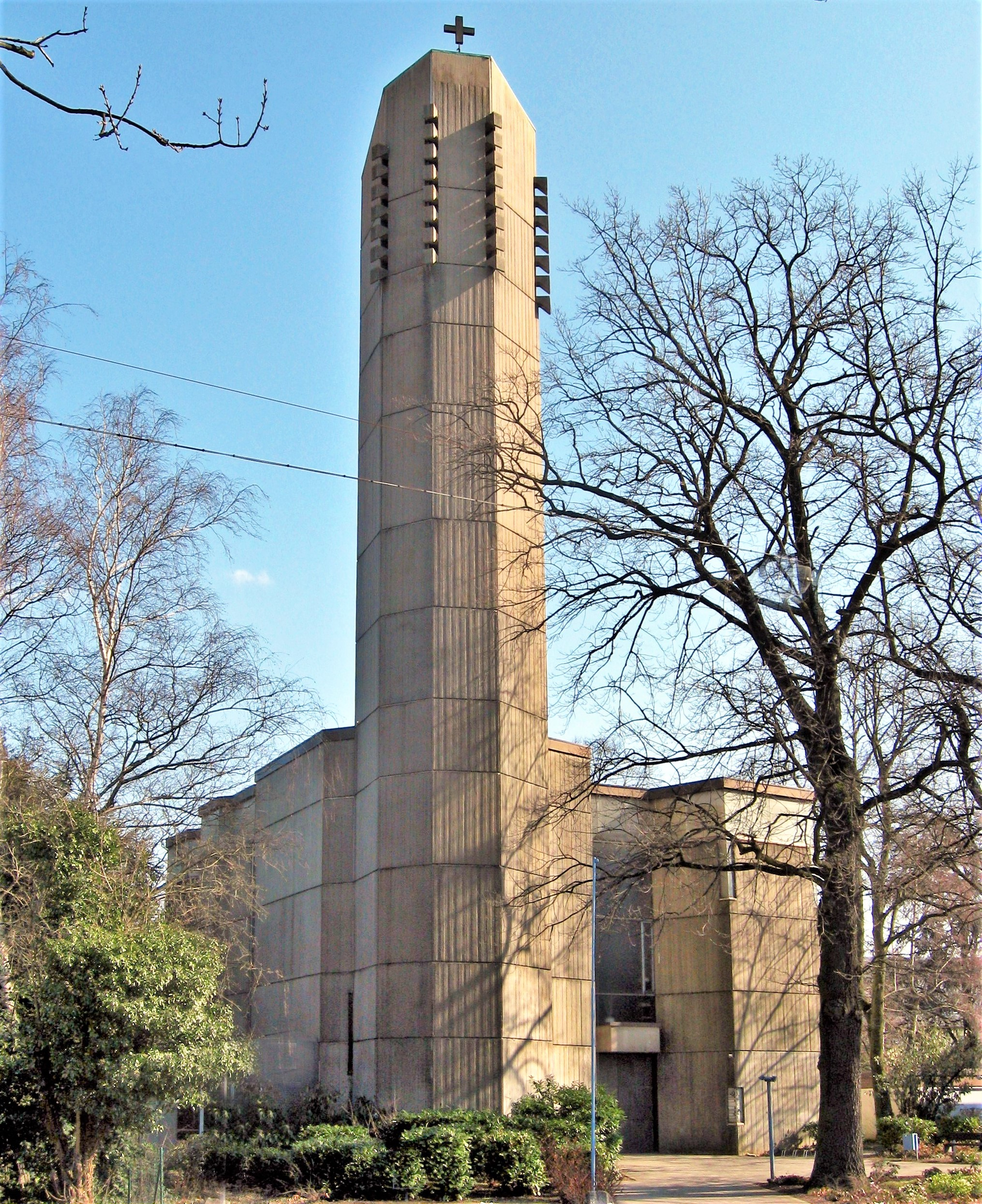
Evangelische Kirche in Dillingen/Saar (1969)

Das Architekturbüro wurde 1969 von Hubertus Wandel (1926–2019) gegründet, der in diesem Jahr den Neubau der Evangelischen Kirche in Dillingen/Saar realisierte.
Seine Tochter Andrea Wandel führt das Büro gemeinsam mit Wolfgang Lorch weiter. Weitere Büropartner waren zeitweilig Rena Wandel-Hoefer (bis 2008) und Andreas Hoefer (bis 2013). Häufig war auch der Frankfurter Architekt Nikolaus Hirsch beteiligt. Seit 2015 sind die Architekten Florian Götze und Thomas Wach Partner des Büros und Geschäftsführer des Bürostandorts in Frankfurt am Main.
Entsprechend hatte das Architekturbüro wechselnde Namen:
- Wandel Lorch Architekten
- Wandel Hoefer Lorch + Hirsch
- Wandel Hoefer Lorch
- Wandel Lorch Götze Wach

Andrea Wandel ist Professorin für Architektur, Fachbereich Gestaltung, an der Hochschule Trier.
Wolfgang Lorch ist Professor für Entwerfen und Baugestaltung an der TU Darmstadt.
Zum Team des Architekturbüros Wandel Lorch Götze Wach an den beiden Standorten gehören rund 30 Architekten, Innenarchitekten und Stadtplaner (Stand Juni 2023).

## Bauten

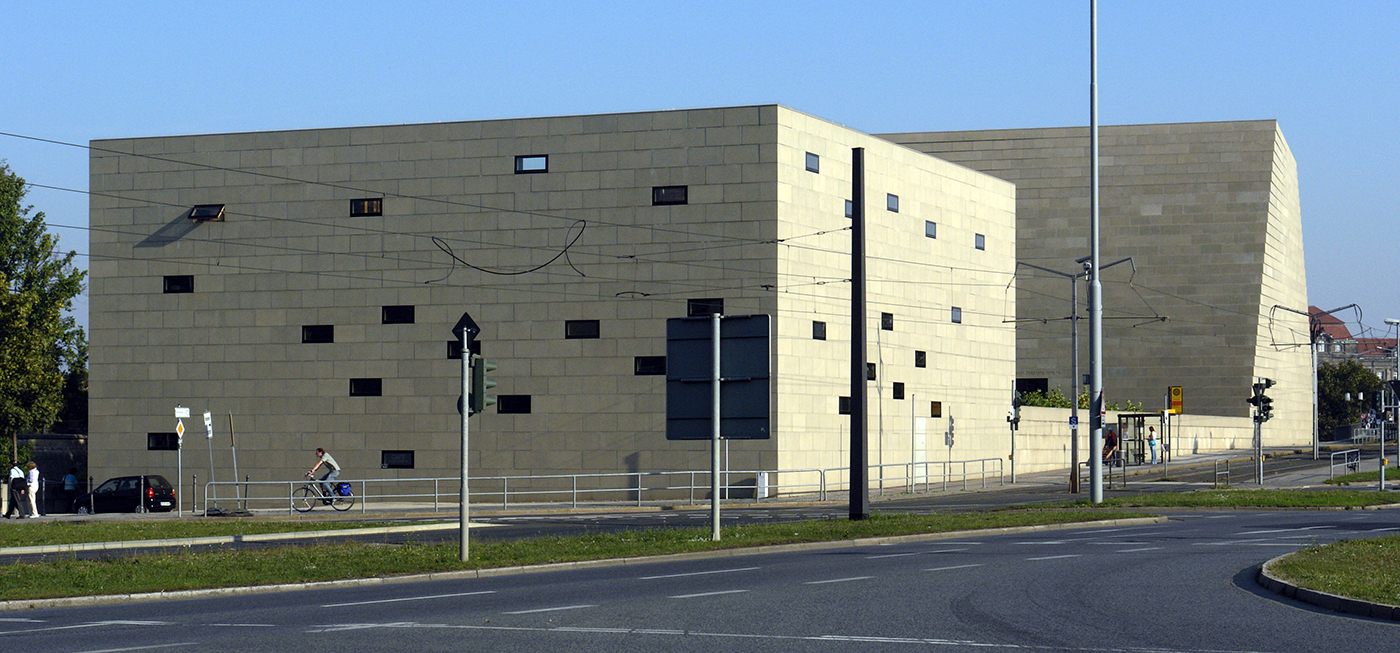
Neubau der Dresdner Synagoge

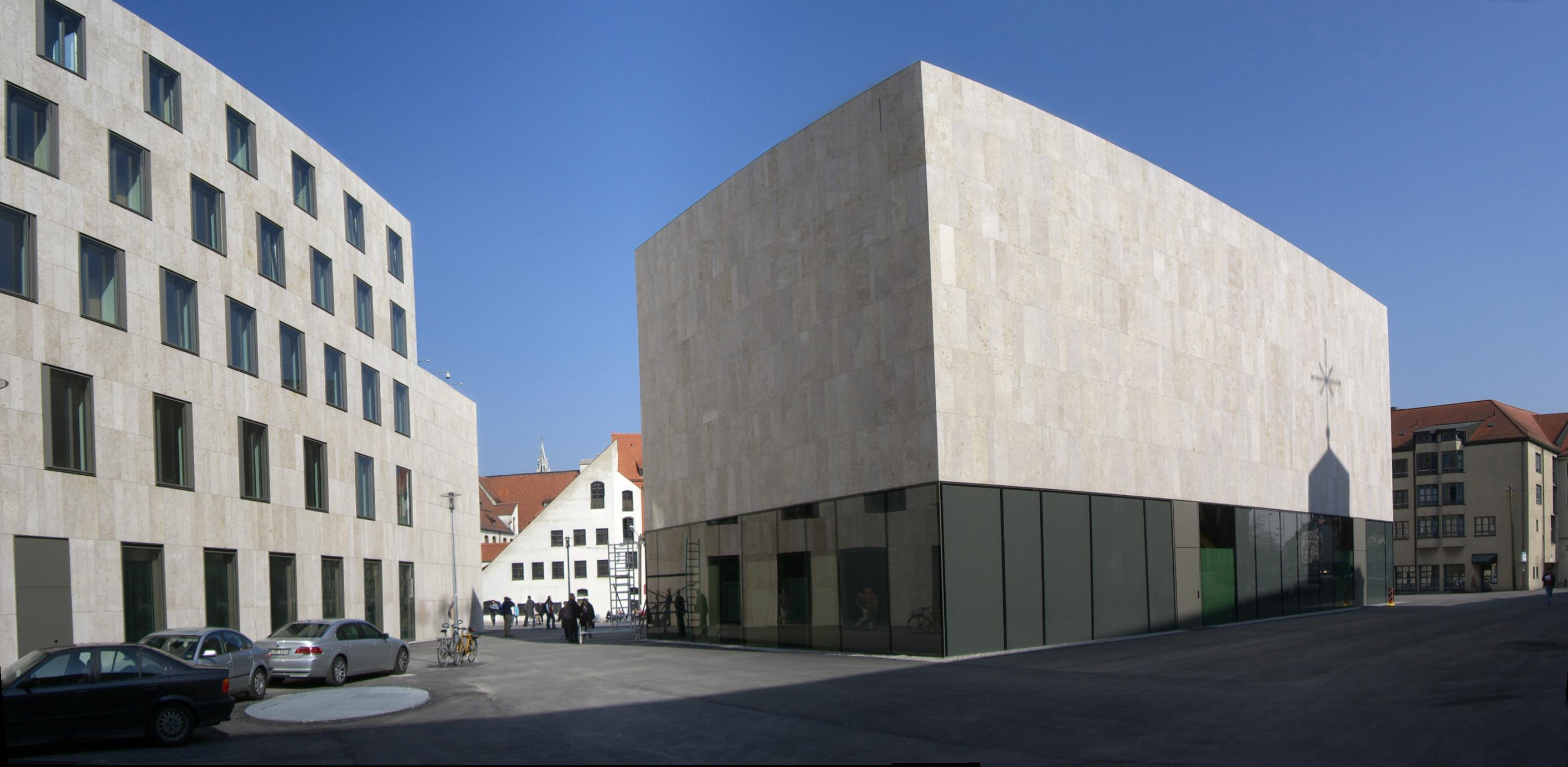
Gemeindehaus (links) und Jüdisches Museum München (rechts)

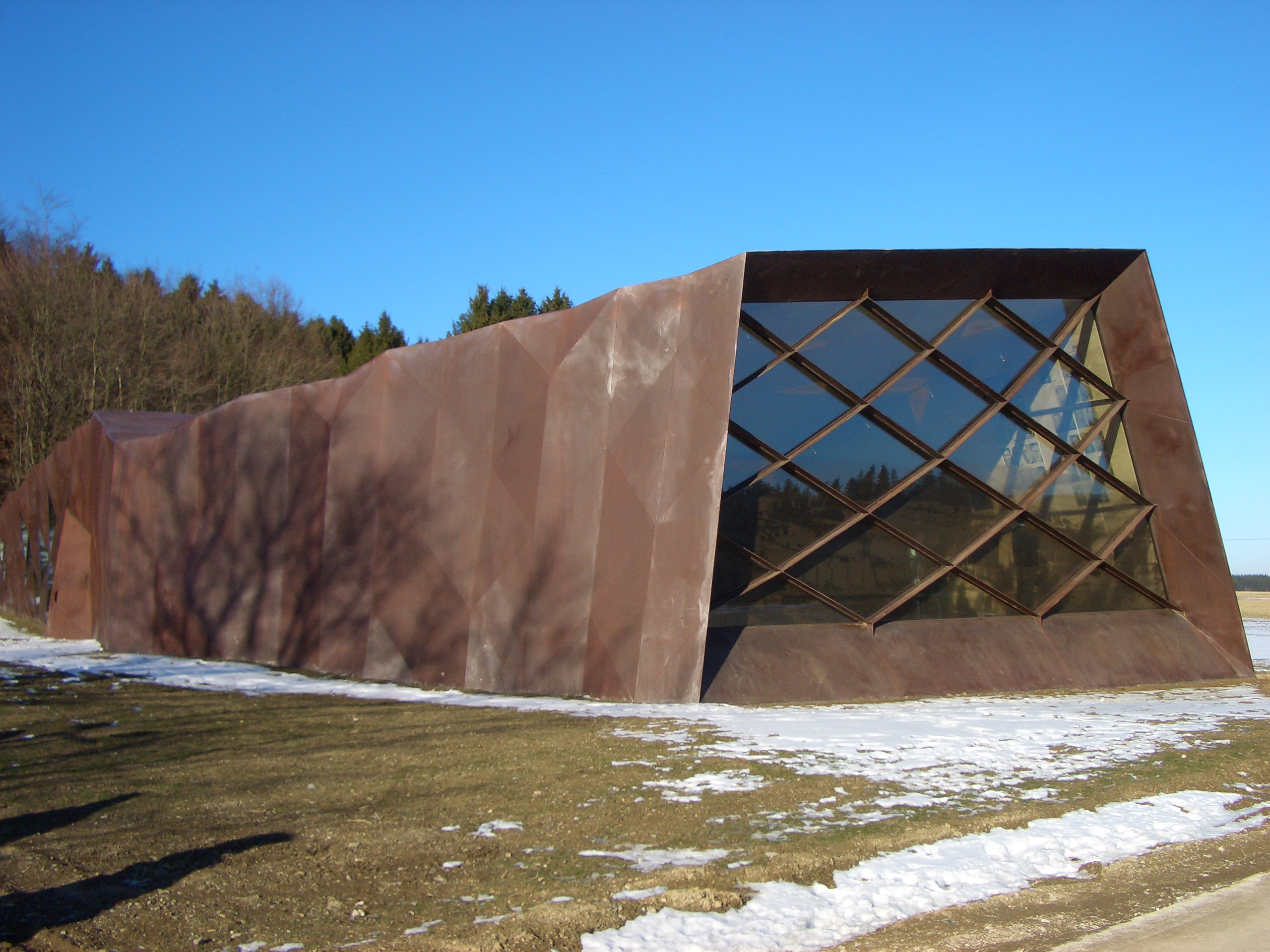
Dokumentationszentrum der KZ-Gedenkstätte Hinzert

Andrea Wandel, Wolfgang Lorch und Nikolaus Hirsch gewannen 1988 als Studierende an der TU Darmstadt den Wettbewerb zur Gestaltung der Gedenkstätte Neuer Börneplatz in Frankfurt. Die Gedenkstätte wurde 1996 eröffnet.
International bekannt wurden Wandel Hoefer Lorch durch ihren Entwurf zur neuen Dresdner Synagoge. Dieser wurde 2002 auf dem XXI. Architektur-Weltkongress UIA mit dem World Architecture Award für das beste Gebäude Europas ausgezeichnet. Seit dem Bau der Synagoge in Dresden ist das Büro mit Bauten im sakralen und kulturellen Bereich in Erscheinung getreten.
Beim 2001 ausgelobten zweistufigen städtebaulichen Architekturwettbewerb für das Jüdische Zentrum Münchens, an dem über 300 Architekturbüros aus ganz Europa ihre Arbeiten eingereicht hatten, erhielten sie ebenfalls den Zuschlag und übernahmen sowohl Planung als auch Bauleitung. Das Jüdische Zentrum München erhielt den Deutschen Städtebaupreis 2008 und eine Auszeichnung des Deutschen Architekturpreises 2011.
Für das Dokumentationshaus an der Gedenkstätte Hinzert erhielten sie eine Auszeichnung beim Preis des Deutschen Stahlbaues 2006.
Im Juni 2008 gewann das Büro mit seinem Entwurf den Wettbewerb für das Jüdisches Museum und Archäologische Zone, das in Köln auf dem Platz vor dem Historischen Rathaus oberhalb der Archäologischen Zone und der mittelalterlichen Mikwe unter dem heutigen Titel MiQua LVR-Jüdisches Museum im Archäologischen Quartier Köln entstehen soll.
Unter dem Titel Material Zeit zeigte das Architekturmuseum der TU München in der Pinakothek der Moderne 2011 erstmals einen repräsentativen Querschnitt der Projekte des Büros, das sich „so intensiv wie möglicherweise niemand sonst in der Architektur mit der Frage auseinandergesetzt, wie Geschichte räumlich und baulich festgehalten bzw. fortgeschrieben werden kann“.
Das Ökumenische Forum HafenCity Hamburg, wie auch der Erweiterungsneubau und die Sanierung des denkmalgeschützten Ensembles der Evangelischen Landeskirche in München, die Neugestaltung der barocken Synagoge Bayreuth, die mehrfach ausgezeichnete Sanierung und Erweiterung der Auferstehungskirche in Überlingen und der Einbau eines Kolumbariums in die denkmalgeschützte Karmeliterkirche in Boppard sind Zeugen der Spezialisierung des Büros auf Sakral- und Kulturbauten.
Großes öffentliches Interesse erzeugte die Fertigstellung und Eröffnung des Lern- und Gedenkortes „Hotel Silber“ am 3. Dezember 2018 in Stuttgart. Der historische Ort ist ein Ort des organisierten NS-Terrors und mehr als ein halbes Jahrhundert lang ein Ort der Polizei in mehreren politischen Systemen. Der Errichtung der Dauerausstellung und Sanierung des Hauses ging ein erfolgreicher Wettbewerbsgewinn im Jahr 2015 voraus.

## Auszeichnungen und Preise
- 1998: Preis des Bundes Deutscher Architekten[14]
- 2001: Deutscher Kritikerpreis
- 2002: World Architecture Award Kategorie European building of the year für die Neue Synagoge (Dresden)[15]
- 2003: Deutscher Architekturpreis, 2. Preis (Auszeichnung[16]) für die Synagoge in Dresden[17]
- 2006: BDA-Architekturpreis Rheinland-Pfalz, für das Dokumentationshaus Hinzert[18]
- 2008: Deutscher Städtebaupreis, für das Jüdische Zentrum München[19]
- 2014: Bauherrenpreis der Architektenkammer des Saarlandes 2014 (Kategorie 6: Stadtplanung und Landschaftsarchitektur)[20]
- 2016: Saarländischer Denkmalpflegepreis, Auszeichnung Bauherr
- 2017: Hamburger Preis für Grüne Bauten, Initiativpreis Engagement
- 2018: BDA-Preis Rheinland-Pfalz, Engere Wahl
- 2018: Bayerische Denkmalschutzmedaille, Auszeichnung Bauherr
- 2018: Beispielhaftes Bauen Bodenseekreis, Auszeichnung
- 2019: Deutscher Ziegelpreis: Sonderpreis für Auferstehungskirche, Überlingen[21]
- 2019: Hessischer Kulturpreis für Andrea Wandel und Wolfgang Lorch.[5] Dass Nikolaus Hirsch, der bei vielen wichtigen Projekten mitgewirkt hatte, bei dieser Ehrung übergangen wurde, sorgte für Verwunderung und Empörung.[22]